# Deutsches Segelflugmuseum

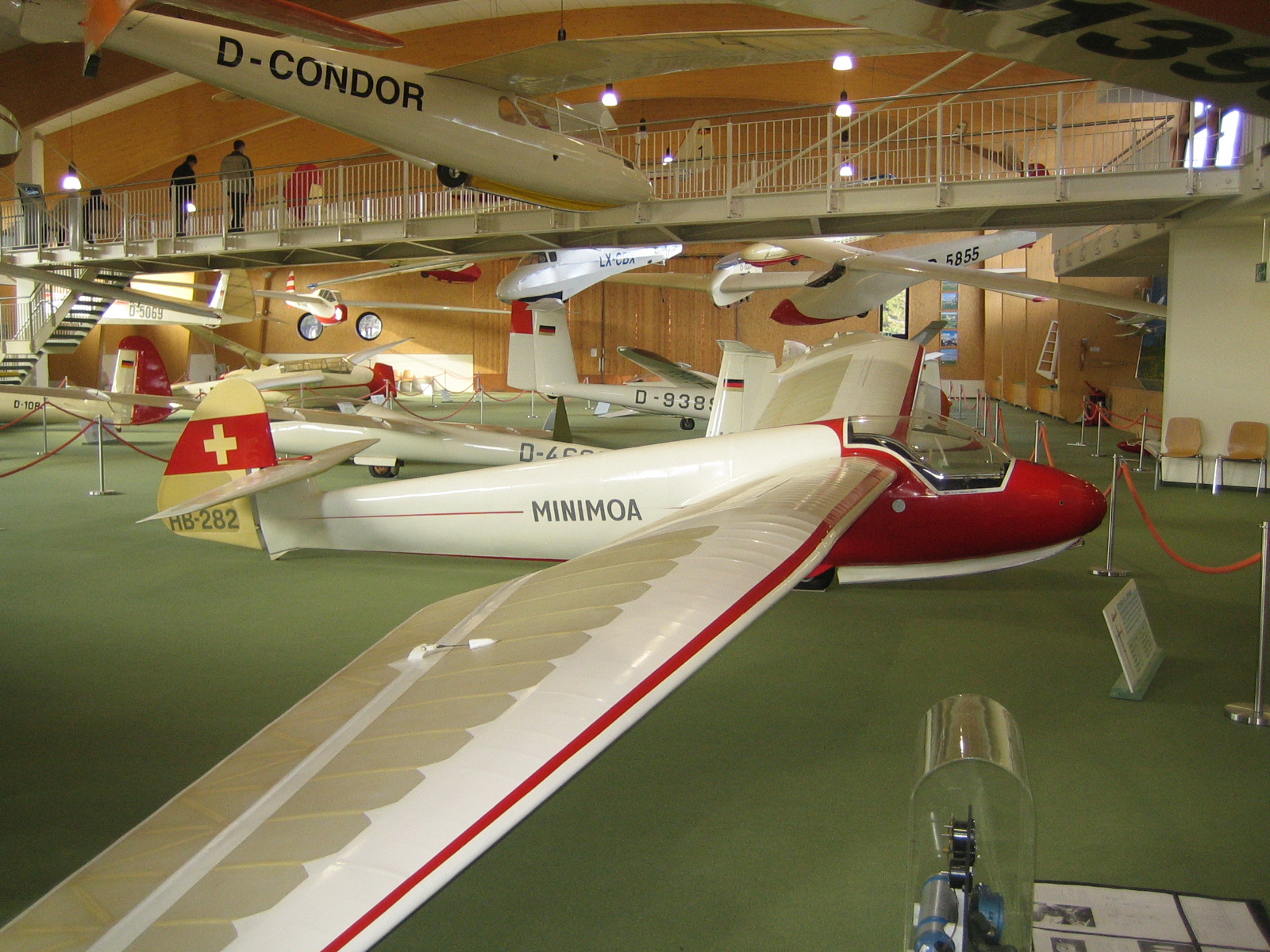
Un Göppingen Gö 3 Minimoa

Il Deutsche Segelflugmuseum è un museo tedesco costruito nel 1987 in un'area presso Hessen-Wasserkuppe, ed ampliato nel 2006. Si sviluppa su una superficie di circa 4.000 m². Dispone inoltre di un sito per il restauro dei velivoli.
La località, situata sulla cima più alta della Rhön, richiama la storia dei pionieri dell'aviazione, e lo sviluppo del volo a vela, da Lilienthal con il suo veleggiatore, ai moderni alianti in polimero.

## Esposizione

### Fino al 1918
- Lilienthal Derwitzer Gleiter, 1891, riproduzione
- Lilienthal Normal-Segelapparat, 1894, riproduzione
- Lilienthal Standard Doppeldecker, 1895, riproduzione
- F.S.V.X "Darmstadt", 1911, riproduzione

### 1918 - 1945
- H 17, D-1012, 1934

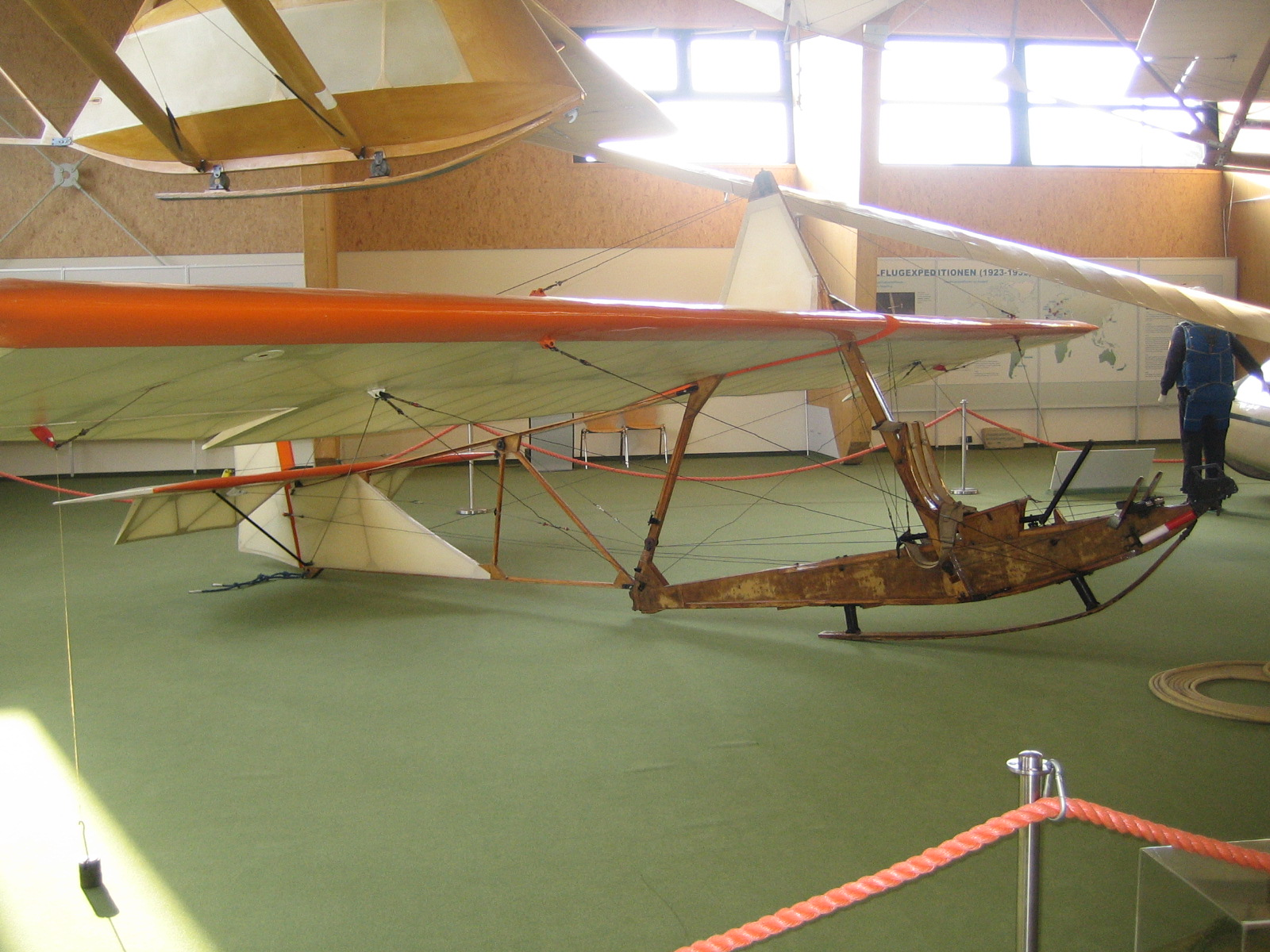
SG 38

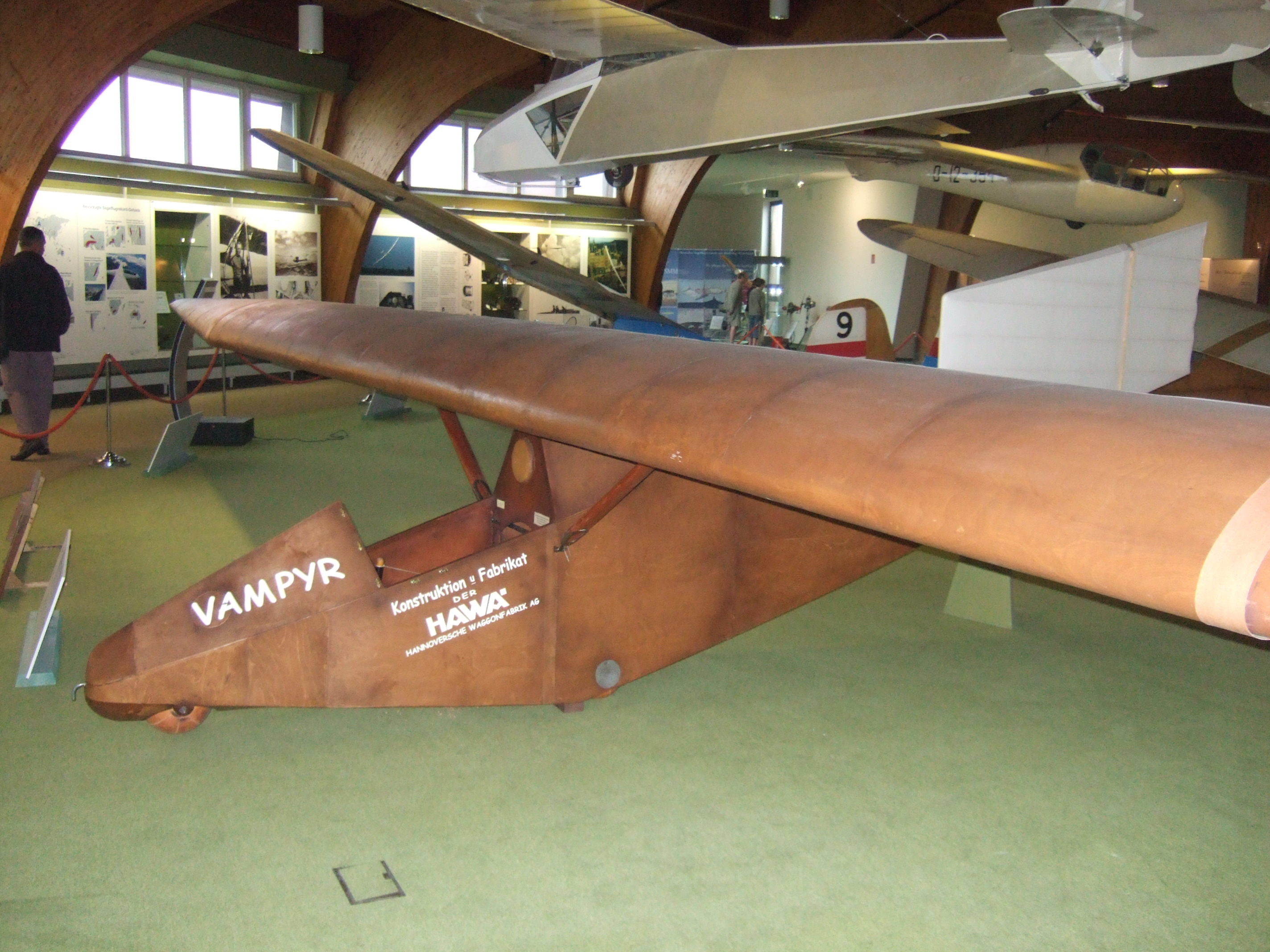
HAWA Vampyr

- Grüne Post, D-7110, 1932/33, riproduzione
- Reiher III, D-7033, 1937/38, riproduzione
- RRG Raketen-Ente, 1927/28, riproduzione
- Rhönbussard "Hesselberg", D-1137, 1932
- Pelzner Hängegleiter, 1920/21, riproduzione
- Vampyr "Hannover", 1921 riproduzione
- Schulz F.S.3 Besenstiel, 1922, riproduzione
- RRG "Hol´s der Teufel", 1923/27, riproduzione
- Grunau 9, ESG 29, 1929, riproduzione
- Laubenthal "Musterle" H2 PL, D-Musterle, 1929, riproduzione
- RRG "Falke", HB-16, 1931
- Schleicher "Rhönadler", D-Günther Groenhoff, 1932/34, riproduzione
- Grunau Baby IIa, D-1079, 1932/33
- DFS "Rhönsperber", D-Rhönsperber / D-6262, 1934
- Göppingen Gö 1 "Wolf", D-15-2, 1935
- DFS "Kranich II", D-8-11 / D-6260, 1936
- Göppingen Gö 3 "Minimoa", HB-282, 1935/36
- Akaflieg München Mü 13 d1, D-6293, 1936/38
- DFS Weihe 50, D-5862, 1938/51
- Schulgleiter SG 38, 1938
- Rheinland FVA-10-B, BGA-1711, 1938
- Grunau "Baby III", D-4303, 1943/52
- Wolf Hirth Gö-4 III, D-1084, 1943
- Olympia Meise

### Fino al 1945
- Phoebus CW, D-0559, 1970
- Lo 100, D-3556, 1952
- BS 1, D-9389, 1962/63

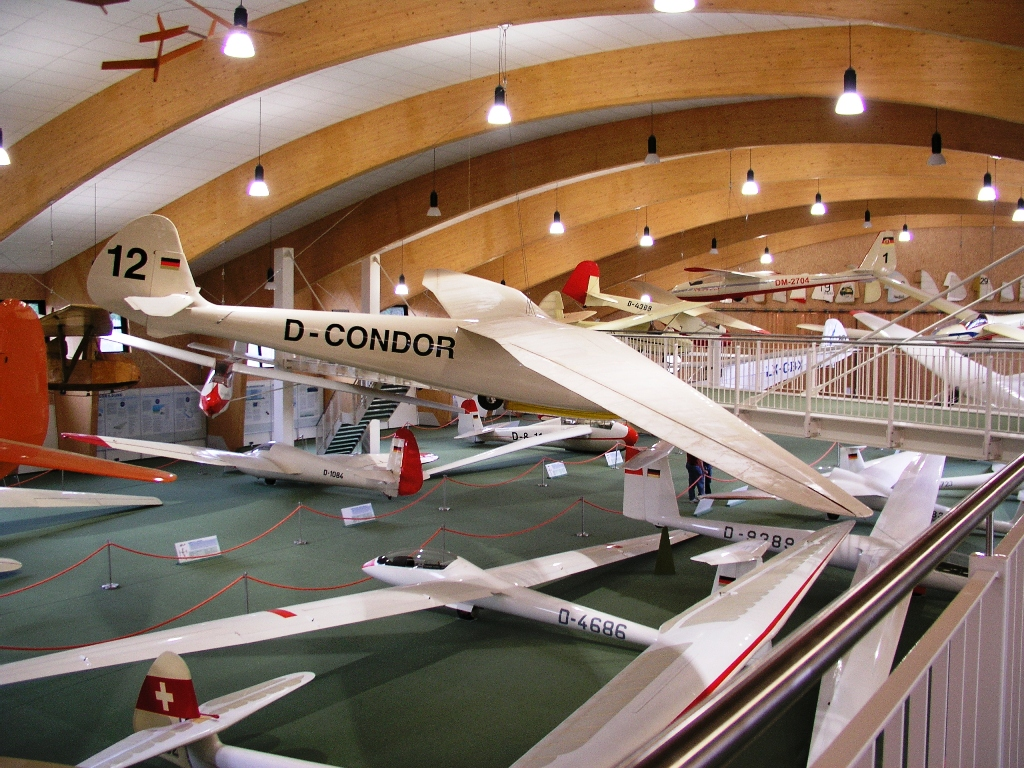
Condor IV

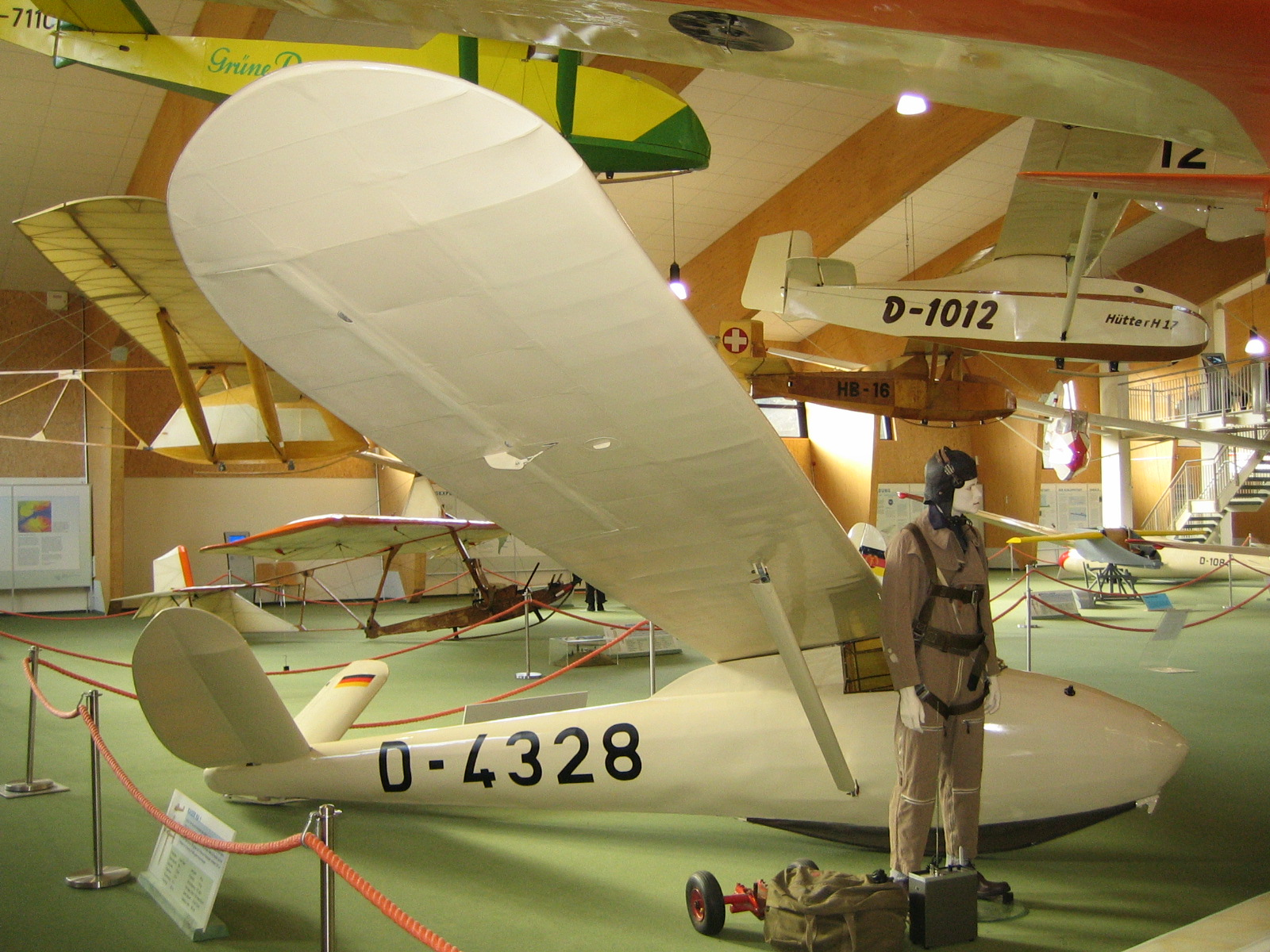
Kaiser Ka 1

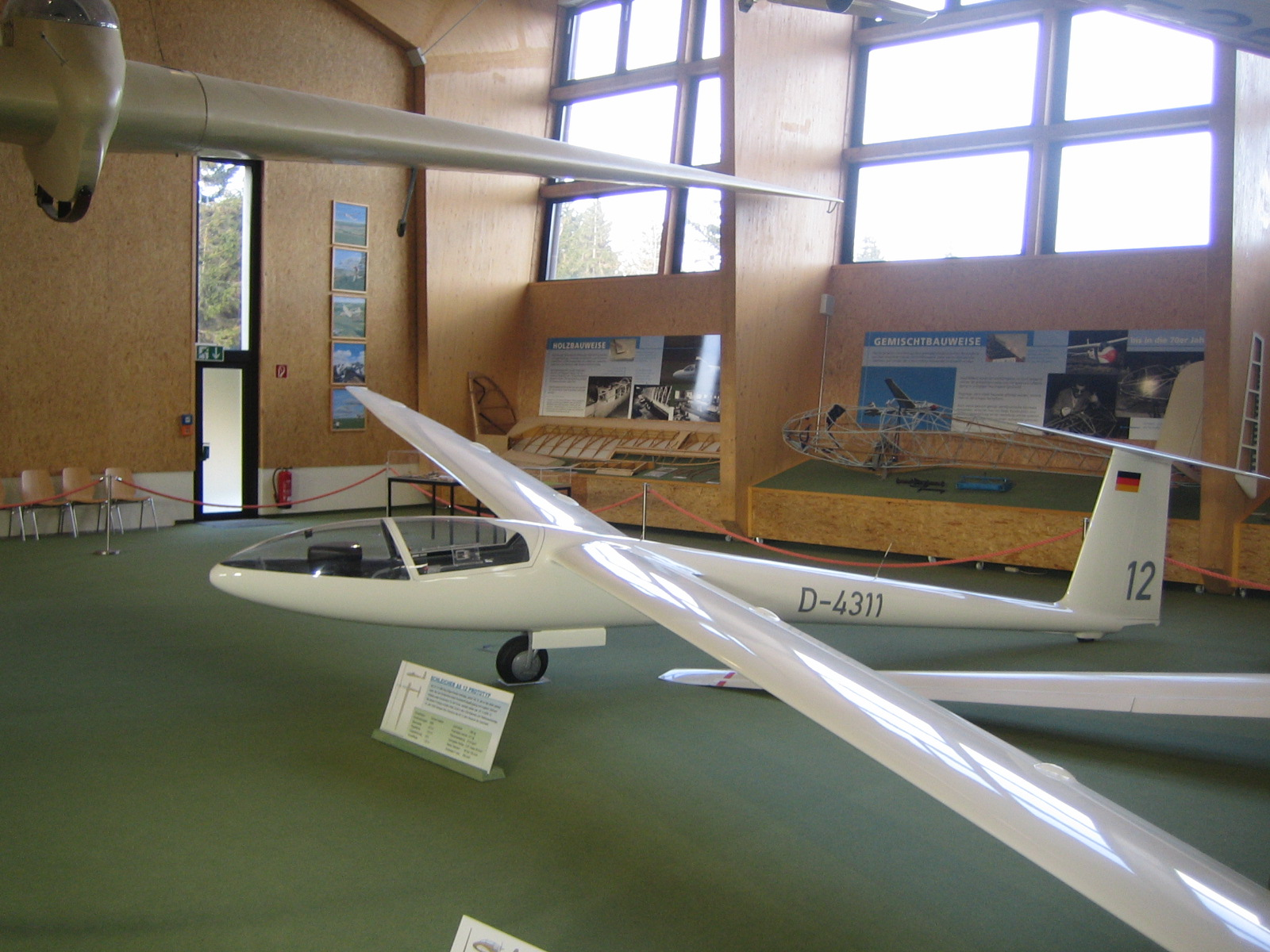
Schleicher ASW 12

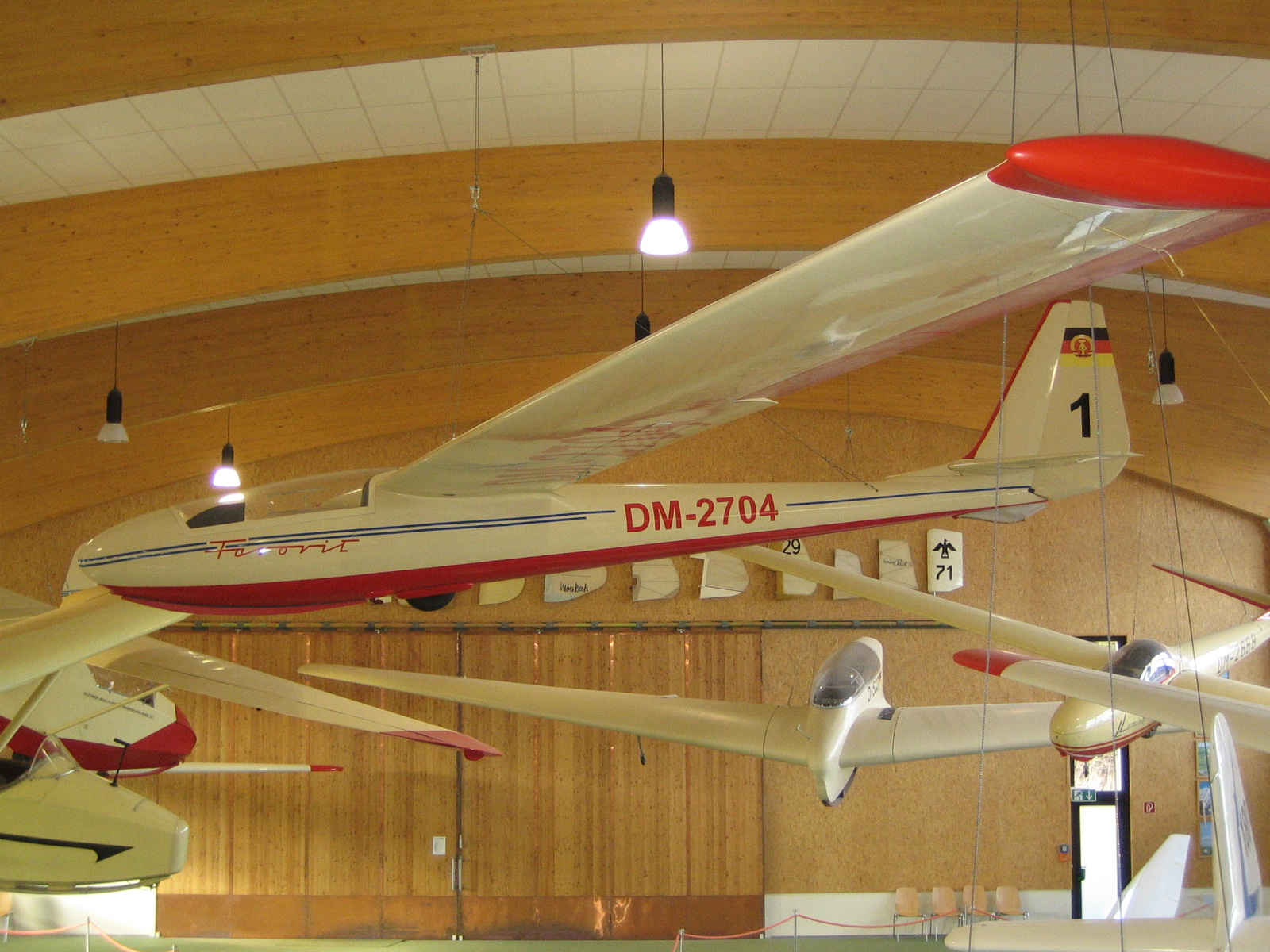
Lommatzsch Favorit

- Darmstadt D-36 "Circe", V 2 D-4686, 1962/64
- Lom 59 "Lo-Meise", DM-2223, 1959
- Scheibe "Zugvogel III", D-5855, 1961
- Schneider ES 49, D-5069, 1949
- Scheibe Mü 13 E "Bergfalke", OE-0138, 1950
- Schuldoppelsitzer "Doppelraab V", D-4389, 1951
- Doppelsitzer Dittmar "Condor IV", D-Condor / D-1092, 1951
- Kaiser Ka 1, D-1231, 1952
- Focke-Wulf "Kranich III", D-1398, 1952
- Schleicher Ka 3, D-6254, 1953
- Scheibe "Specht", D-1624, 1953
- Greif Flugzeugbau "Greif I", D-6223, 1953
- Schleicher "Rhönlerche II", D-7125, 1953
- Motorraab D-KALP, 1954[2]
- Scheibe "L-Spatz 55", LX-CB-X, 1954
- Akaflieg Darmstadt D34c "B-phrodite", D-4644, 1955
- Scheibe Bergfalke II/55, D-9041, 1955
- Ka 6 BR, D-4339, 1956/57
- Pützer Horten Ho 33 V1, D-EGOL Umbau zur V1, D-5332, 1956
- Bölkow fs-24 "Phönix T0", D-8353, 1957/60
- Lom 58 II "Libelle Laminar", D-2668, 1958
- Schleicher K 8 B, D-4454, 1957/58
- Lommatzsch FES 530 "Lehrmeister II", DM-3308, 1959
- Lommatzsch Lom 61 "Favorit", DM-2704, 1961
- Schleicher AS (ASW)12, D-4311, 1965
- Rolladen-Schneider LS 1 V1, D-4723, 1967
- Clublibelle 205, D-9469, 1974, Vorbesitzer Professor Ewald